# Porphyrinia bifasciata
Porphyrinia bifasciata là một loài bướm đêm trong họ Noctuidae.